# Werner Bull
Werner Herbert Bull (* 30. Juli 1902 in Durlach; † 20. März 1989 in Neuenbürg) war ein deutscher Elektrotechniker und Politiker.

## Ausbildung
Werner Bull, Sohn des Architekten Hermann Bull (1869–1956), besuchte das Gymnasium in Durlach. Danach studierte er von 1921 bis 1926 Elektrotechnik an der TH Karlsruhe, wo er 1920/21 Mitglied der Karlsruher Burschenschaft Germania (heute Teutonia) wurde. Von 1926 bis 1930 war er Volontärassistent am Lehrstuhl für theoretische Physik der TH Karlsruhe. Aus dieser Zeit stammen mehrere Patente zusammen mit einem Kollegen. Von August 1930 bis März 1932 war er Betriebsleiter und Patentingenieur in der Firma Fr. Bachmann, Fabrik für elektromedizinische Apparate und Glasinstrumente in Jena.

## Nationalsozialismus
Bull trat zum 1. Dezember 1931 der NSDAP bei (Mitgliedsnummer 752.472). Von April bis Mai 1932 legte er einen Führerlehrgang beim Freiwilligen Arbeitsdienst ab. April 1933 wurde er zum Ortsgruppenleiter bestellt und zum Stadtverordneten der NSDAP in den Bezirksausschuss Durlach gewählt.
Im Juli 1933, nach Ausschluss der Sozialdemokraten aus dem Bezirksausschuss, wurde Bull zum ehrenamtlichen Stadtrat gewählt. August 1933 wurde er zum Stellvertretenden Bürgermeister und hauptamtlichen Stadtrat (Beigeordneten), zuständig für die technischen Ämter, Personal und Fürsorge, und in den Vorstand der Bau- und Siedlungsgenossenschaft Durlach gewählt.
1935 besuchte Bull die Gauschule der NSDAP in Karlsruhe. Er vertrat den Bürgermeister nach seiner Abberufung, wurde allerdings trotz Bewerbung um dessen Stelle nicht gewählt. Nach Teilung der NSDAP-Ortsgruppe in fünf Gruppen kam Bull an die Spitze der Ortsgruppe im Süden. Er unterschrieb am 1. April 1938 den Vertrag über die Zwangseingemeindung Durlachs nach Karlsruhe. Danach wurde er Bezirksstellenleiter in Durlach und zum 30. Juni 1938 in den Wartestand versetzt. Er war laut Zeugenaussagen ein „fanatischer Nationalist“, der die Stadtverwaltung und das öffentliche Leben von ihm missliebigen Personen befreite.
Neben seiner NSDAP-Mitgliedschaft gehörte Bull auch dem NSFK, der NS-Volkswohlfahrt und dem Reichsluftschutzbund an. Er erhielt die Dienstauszeichnung der NSDAP in Bronze.
Im September und Oktober 1938 wurde er in den Sudeteneinsatz eingezogen. Danach wurde Bull als Stadtbaurat von Karlsruhe bestellt, zuständig für die Städtischen Werke. Von Dezember 1936 bis März 1937 nahm er an Militärübungen bei der Nachrichtengruppe des Luftwaffen-Regiments Legion Condor teil.
Vor Ausbruch des Zweiten Weltkrieges wurde er am 26. August 1939 aus einer Militärübung heraus als Gefreiter eingezogen. Bis Dezember 1940 war er Funkmeister der Luftnachrichtentruppe in Augsburg. Danach ging er als Unteroffizier zum Luftgaukommando München zur Vorbereitung als Fliegerstabsingenieur. Im August 1941 wurde Bull als Fliegerstabsingenieur und Erster Generalstabsoffizier zum Luftwaffen-Ausbaustab 3 in Westfrankreich versetzt. Nach einem Jahr wurde er zu den Erprobungsstellen der Luftwaffe in Rechlin und Travemünde versetzt.

## Nachkriegszeit
Im Mai 1945 geriet Bull in britische Gefangenschaft. Bis März 1947 erfolgte die Internierung. Vom 12. März bis 5. Juli 1947 war er im Rahmen des Spruchkammerverfahrens zur Entnazifizierung in Karlsruhe inhaftiert. Am 20. Juli 1950 wurde er als „belastet“ mit entsprechenden Sühnemaßnahmen eingestuft.
Bull war bis zum Ruhestand selbstständiger Ingenieur in Karlsruhe.